# Норт Хилс (Њујорк)
Норт Хилс (енгл. North Hills) град је у америчкој савезној држави Њујорк.

## Демографија
По попису из 2010. године број становника је 5.075, што је 774 (18,0%) становника више него 2000. године.
| Група             | 2000.         | 2010.         |
| Белци             | 3.463 (80,5%) | 3.530 (69,6%) |
| Афроамериканци    | 39 (0,9%)     | 62 (1,2%)     |
| Азијати           | 681 (15,8%)   | 1.284 (25,3%) |
| Хиспаноамериканци | 62 (1,4%)     | 112 (2,2%)    |
| Укупно            | 4.301         | 5.075         |